# Outlander (série)
Outlander é uma série de romances de ficção histórica norte-americana da escritora Diana Gabaldon. Gabaldon começou o primeiro volume da série, Outlander, no final da década de 1980, e foi publicado em 1991. Ela publicou nove dos dez volumes planejados. O nono e mais recente volume da série, Go Tell the Bees that I Am Gone, foi publicado em 2021.
A série Outlander se concentra na enfermeira britânica Claire Randall do século XX, que viaja para a Escócia do século XVIII e encontra aventura e romance com o guerreiro das Highlands Jamie Fraser. Os livros venderam mais de 25 milhões de cópias em todo o mundo em agosto de 2014. Entre os muitos trabalhos derivados, estão dois contos, três novelas, uma série de romance com o personagem secundário recorrente Lord John Gray, uma graphic novel, um musical e uma série de televisão.

## Desenvolvimento
Diana Gabaldon queria escrever um romance histórico "para treinar", sem ter em mente uma época específica. Um dia, ela assistiu acidentalmente The War Games, o quinquagésimo episódio da primeira série de Doctor Who na PBS. Ela ficou impressionada com o personagem Jamie McCrimmon, um jovem escocês de 1745 interpretado por Frazer Hines. A imagem do jovem em um kilt era forte, e ela decidiu colocar seu romance na Escócia do XVIII e nomear seu personagem masculino Jamie após o personagem de Doctor Who..
Gabaldon inicialmente queria escrever um romance histórico clássico, mas quando ela começou a escrever a personagem de Claire, ela acredita que "a personagem rapidamente teve precedência sobre a ideia original e acaba contando a história em si". A autora decidiu fazer uma mulher moderna planejada para viajar ao século XVIII..

## Resumo

### Outlander
Em 1945, no final da Segunda Guerra Mundial, a enfermeira Claire Randall retorna para seu marido, com quem desfruta uma segunda lua de mel em Inverness, nas Ilhas Britânicas. Durante a viagem, ela é atraída para um antigo círculo de pedras, no qual testemunha rituais misteriosos. Dias depois, quando resolve retornar ao local, algo inexplicável acontece: de repente ela é transportada para o ano de 1743, numa Escócia violenta e dominada por clãs guerreiros. Percebendo que foi arrastada para o passado por forças que não compreende, Claire precisa enfrentar intrigas e perigos que podem ameaçar a sua vida e partir o seu coração. Ao conhecer Jamie, um jovem guerreiro das Terras Altas, sente-se cada vez mais dividida entre a fidelidade ao marido e o desejo pelo escocês.

### Dragonfly in Ambar
De volta ao século XX, Claire Randall guardou um segredo por vinte anos de sua filha Brianna. Ao voltar para as Terras Altas da Escócia durante uma visita, ela está disposta a revelar à sua filha Brianna a surpreendente história do seu nascimento. Claire decide contar a verdade sobre o antigo círculo de pedras, sobre seu amor por Jamie, o guerreiro escocês do passado e pai biológico de Brianna. O legado de sangue e desejo que envolve Brianna finalmente vem à tona quando Claire relembra a sua jornada em uma corte parisiense cheia de intrigas e conflitos, para evitar a rebelião jacobita. No século XVIII, o relacionamento entre Claire e Jamie se tornou mais verdadeiro e ao passarem um tempo na França, eles são empenhados a impedir o príncipe Charles Stuart de não entrar em guerra contra os escoceses. Alterar o curso da história apresenta desafios que começam a pesar no próprio relacionamento dos Frasers.

### Voyager
Desde que retornou à sua própria época, Claire sempre pensou que Jaime Fraser tinha sido morto na Batalha de Culloden. Em 1968, Claire descobre, com a ajuda de Roger Wakefield, evidências de que seu amado pode ter sobrevivido a batalha. Jamie, por sua vez, está perdido, pois os ingleses se recusaram a matá-lo depois de massacrar a revolta de que ele fazia parte. Longe de sua amada e em meio a um país devastado pela guerra e pela fome, o rapaz precisa retomar sua vida. As intrigas ficam cada vez mais perigosas e, à medida que tempo e espaço se misturam, Claire e Jamie têm que encontrar a força e a coragem necessárias para enfrentar o desconhecido. Claire Randall decide voltar no tempo e finalmente se reencontra com Jamie Fraser na Escócia do século XVIII, mas sua história está longe do final feliz. O casal terá que superar muitos obstáculos, desde a perseguições marítimas e o recuperar dos vinte anos que passaram separados.

### Drums of Autumn
Após tomar a difícil decisão de deixar a filha no século XX e viajar no tempo novamente para reencontrar seu grande amor, Claire Randall tem mais um desafio: criar raízes na América colonial do século XVIII ao lado de Jamie Fraser. Eles partem rumo à Carolina do Norte para encontrar um novo lar e contam com a ajuda de Jocasta Cameron, tia de Jamie e dona de uma propriedade na região. Enquanto isso, em 1969, Brianna Randall se une a Roger Wakefield, professor de história e descendente do clã dos MacKenzie, para encontrar as respostas sobre as próprias origens e sobre Jamie, o pai biológico que nunca conheceu. Em meio às buscas, ambos encontram indícios de um incêndio fatal envolvendo os pais de Brianna. Mas Roger não pode lhe contar isso, porque sabe que a namorada tentaria voltar no tempo e salvá-los. Por outro lado, Brianna também não compartilha sua descoberta, pois tem certeza de que Roger tentaria impedi-la. Para salvar a vida daqueles que ama, ela tentará mudar o passado, mesmo que isso signifique colocar em risco o próprio futuro. Assim que fica sabendo o que a namorada fez, Roger Wakefield abandona seu emprego de professor e decide segui-la.

### The Fiery Cross
Em 1771, na Carolina do Norte, a Revolução Americana está se aproximando e poderá por em risco a paz de Jamie, Claire e sua família. Quando as tensões entre o governo e os rebeldes se acirram, a milícia é formada e Jamie é convocado a liderar a milícia para conter as insurgências, ele sabe que quebrar o juramento que fez à Coroa inglesa o tornará um traidor, mas mantê-lo será a certeza de sua ruína. Nesses esforços, ele é ajudado por sua mulher, sua filha Brianna e seu genro Roger MacKenzie, que nasceram no século XX e agora tentam se adaptar à tortuosa vida do século XVIII. Os Frasers e os MacKenzies ainda terão que enfrentar diversas tribulações, que acabarão aproximando Jamie e seu genro, Roger. Os dois tramam um plano para acabar com Stephen Bonnet, o sórdido capitão que violentou Brianna, pondo em dúvida a paternidade de seu filho, Jemmy. Em meio a várias revelações, o mais surpreendente é o retorno inesperado de um conhecido, que traz uma pista capaz de desvendar os mistérios que cercam os viajantes do tempo.

### A Breath of Snow and Ashes
Poucos anos antes da guerra da Independência dos EUA, o caos reina na colônia. Cadáveres espalham-se pelas ruas, vizinhos lutam entre si e grupos de salteadores aterrorizam a população por toda a parte. Na Carolina do Norte, o incêndio de uma cabana e o assassinato de um família inteira anunciam mudanças perturbadoras no cotidiano dos habitantes da Cordilheira dos Frasers. Nesse cenário, Jamie Fraser recebe uma mensagem do governador Josiah Martin, que lhe pede sua ajuda para conter os rebeldes e manter o domínio da Coroa Britânica sobre as terras americanas. Mas Jamie já sabe o que estar por vir, pois sua esposa Claire conhece perfeitamente o destino reservado aos súditos leais do rei da Inglaterra: exílio ou morte. Em meio a tensões, é chegado o momento de fazer uma escolha difícil, porém inadiável. À medida que se formam as linhas de combate e lealdades são testadas, Jamie e Claire sentirão na pele que absolutamente ninguém está seguro nesse novo país.

### An Echo in the Bone
Saber de antemão o desfecho da guerra é uma vantagem, mas está muito longe garantir o controle de tudo o que virá a ocorrer. Novamente separados pelo tempo, Jamie Fraser, Claire Randall, Brianna e Roger Mackenzie tem seus destinos unidos de uma forma que não poderiam imaginar, e o que acontecerá no século XX esta profundamente conectado com as reviravoltas de um conflito passado muito tempo antes.

### Written in My Own Heart's Blood
A França declara guerra à Grã-Bretanha, o exército britânico deixa a Filadélfia e as tropas de George Washington deixam Valey Forge em perseguição. Nesse momento, James Fraser descobre que seu melhor amigo se casou com sua esposa, seu filho bastardo descobriu (para o horror dele) que era seu pai verdadeiro e seu amado sobrinho, Ian, quer se casar com uma Quaker. Os Frasers só podem se sentir agradecidos por sua filha Brianna e sua família estarem a salvo na Escócia do séc. XX. Ou não. De fato, Brianna está procurando pelo seu próprio filho, que foi sequestrado por um homem determinado a descobrir os segredos de sua família. Seu marido, Roger, aventurou-se no passado à procura de seu filho desaparecido, não suspeitando que o motivo de sua busca nunca deixou o presente. Agora, com Roger fora do caminho, o sequestrador pode focar no seu objetivo real: a própria Brianna.

## Personagens
Os personagens principais incluem:
- Claire Beauchamp Randall Fraser, a protagonista, uma enfermeira do século XX (e mais tarde médica) que viaja no tempo até ao século XVIII.
- Jamie Fraser, marido de Claire no século XVIII.
- Frank Randall, marido de Claire no século XX.
- Brianna Randall, filha de Claire e Jamie.
- Roger Wakefield, historiador do século XX.
- Jonathan "Black Jack" Randall, o sádico ancestral do século XVIII de Frank.
- Lord John Gray, um personagem secundário da série principal e protagonista de uma série derivada.

## Publicações

### Série principal
Todas as informações abaixo referem-se às edições em capa dura norte-americanas dos romances de Outlander. 
| #  | Título original                 | Páginas | Primeira publicação    | Título em português                                                          |
| -- | ------------------------------- | ------- | ---------------------- | ---------------------------------------------------------------------------- |
| 1. | Outlander                       | 640     | 1 de junho de 1991     | A Viajante do Tempo (BRA) Nas Asas do Tempo (POR)                            |
| 2. | Dragonfly in Amber              | 752     | 1 de julho de 1992     | A Libélula no Âmbar (BRA) A Libélula Presa no Âmbar (POR)                    |
| 3. | Voyager                         | 870     | 1 de dezembro de 1993  | O Resgate no Mar (BRA) A Viajante (POR)                                      |
| 4. | Drums of Autumn                 | 880     | 30 de dezembro de 1996 | Os Tambores de Outono (BRA)/(POR)                                            |
| 5. | The Fiery Cross                 | 992     | 6 de novembro de 2001  | A Cruz de Fogo (BRA)/(POR)                                                   |
| 6. | A Breath of Snow and Ashes      | 1157    | 27 de setembro de 2005 | Um Sopro de Neve e Cinzas (BRA)/(POR)                                        |
| 7. | An Echo in the Bone             | 820     | 22 de setembro de 2009 | Ecos do Futuro (BRA) Um Eco do Passado (POR)                                 |
| 8. | Written in My Own Heart's Blood | 825     | 10 de junho de 2014    | Escrito com o Sangue do meu Coração (BRA)                                    |
| 9. | Go Tell the Bees that I Am Gone | 960     | 23 de novembro de 2021 | Diga às Abelhas Que não Estou mais Aqui (BRA) Diz às Abelhas Que Parti (POR) |

### Contos
- "A Leaf on the Wind of All Hallows" (2010), um conto presente na antologia Songs of Love and Death, e posteriormente em A Trail of Fire (2012), [15] e Seven Stones to Stand or Fall (2017) . Esse conto se passa na Segunda Guerra Mundial e apresenta a história dos pais de Roger MacKenzie Wakefield, Jerry e Dolly, quando Jerry descobre por si mesmo o mistério das pedras. [16][17][18][19][20]
- "The Space Between" (2013), uma novela da antologia The Mad Scientist's Guide to World Domination, coletada posteriormente em A Trail of Fire (2012), [15] e Seven Stones to Stand or Fall (2017). Narra uma jornada empreendida por Joan MacKimmie (enteada de Jamie Fraser) e Michael Murray (filho de Jenny Fraser Murray). [21]
- "Virgins" (2013), uma novela na antologia Dangerous Women, [22][23][24][25], disponível posteriormente como um e-book independente, [26] e coletada em Seven Stones to Stand or Fall (2017). Situado na França de 1740, ele apresenta Jamie Fraser, de 19 anos, quando ele e seu amigo Ian Murray, de 20, se tornam jovens mercenários. [22][23][24][25]
- "Past Prologue" (2017), um conto publicado na antologia MatchUp. Foi escrito como uma colaboração de Steve Berry e Diana Gabaldon, em uma história que atravessa seus dois universos fictícios, com Cotton Malone, dos romances de Berry, que conhece Jamie Fraser.
- "A Fugitive Green" (2017), uma novela publicada na coleção Gabaldon Seven Stones to Stand or Fall. Apresenta Hal Gray, irmão de Lord John Gray, e sua futura esposa Minerva.

### Quadrinhos
Em 2010, Gabaldon adaptou o primeiro terço de Outlander em um quadrinho, ilustrado por Hoang Nguyen.

### Série Lord John Grey
A série Lord John é uma sequência de romances e obras mais curtas que se concentram em Lord John Gray, um personagem secundário recorrente dos romances de Outlander. Atualmente, a série derivada consiste em cinco novelas e três livros, que ocorrem entre 1756 e 1761, durante os eventos de Voyager de Gabaldon. Eles geralmente podem ser classificados como mistérios históricos, e os três romances são mais curtos e focam em menos tópicos do enredo do que os principais livros de Outlander.  Vários livros de Lord John foram lançados em formato de audiolivro, lidos por Jeff Woodman.

## Adaptações

### Musical
Em 2010, uma peça com 14 músicas baseado em Outlander foi lançado sob o título Outlander: The Musical. Com música de Kevin Walsh e letras de Mike Gibb, o projeto foi aprovado por Gabaldon depois que Gibb abordou a autora na Escócia com a ideia de adaptar seu romance a uma produção teatral. Gabaldon disse: "Eu ri e disse: 'Essa é a ideia mais louca que já ouvi: vá em frente'. Assim fizeram, e os resultados foram impressionantes". Embora a produção teatral permaneça em desenvolvimento,  o ciclo de 14 músicas está disponível em CD na Amazon.com e para download no iTunes.  Em 2012, a compositora da Broadway, Jill Santoriello começou a colaborar com Gibb e Walsh no projeto, escrevendo a música e escrevendo a letra com Gibb para uma nova música chamada "One More Time". A música foi gravada com os vocais por Becca Robbins.

### Série de televisão
Em junho de 2013, a Starz encomendou 16 episódios de uma adaptação para televisão, e a produção começou em outubro de 2013 na Escócia.  A série estreou nos EUA em 9 de agosto de 2014, com Caitriona Balfe e Sam Heughan estrelando como Claire e Jamie. Foi escolhido para uma segunda temporada em 15 de agosto de 2014, e para uma terceira e quarta temporada em 1 de junho de 2016.  Em 9 de maio de 2018, Starz renovou a série para a quinta e sexta temporada. 